# Sergej Kapustin
Sergej Aleksejevitj Kapustin, ryska: Сергей Алексеевич Капустин, född den 13 februari 1953 i Uchta, Sovjetunionen, död den 4 juni 1995 i Moskva, Ryssland, var en sovjetisk ishockeyspelare.

## Karriär
Under sin karriär spelade Kapustin för Krylya Sovetov Moskva, CSKA Moskva och HK Spartak Moskva. Totalt gjorde han 277 mål på 517 matcher i den sovjetiska ligan. Han blev uttagen i det sovjetiska landslaget i ishockey och hans internationella karriär kröntes med guldmedaljen på olympiska vinterspelen 1976. Han vann sju VM-guld och var med i laget som segrade i Canada Cup 1981. I landslaget gjorde han 120 mål i 208 landskamper. Den 21 december 1985 spelade han sin sista internationella match. Säsongen 1987-1988 spelade han för EG Salzburg i Österrike.
Sergej Kapustin avled 1995 av en hjärtinfarkt vid 42 års ålder.